# Веселівська сільська рада (Бериславський район)
Весе́лівська сільська́ ра́да — колишня адміністративно-територіальна одиниця та орган місцевого самоврядування в Бериславському районі Херсонської області. Адміністративний центр — селище Веселе.

## Загальні відомості
- Територія ради: 38,065 км²
- Населення ради: 2 637 осіб (станом на 2001 рік)
- Водоймища на території, підпорядкованій даній раді: Каховське водосховище.

## Населені пункти
Сільській раді були підпорядковані населені пункти:
- с-ще Веселе

## Склад ради
Рада складалася з 18 депутатів та голови.
- Голова ради: Аннас Людмила Іванівна
- Секретар ради: Чернявська Наталія Георгіївна

### Керівний склад попередніх скликань
| Прізвище, ім'я, по батькові  | Основні відомості                                                         | Дата обрання | Дата звільнення |
| ---------------------------- | ------------------------------------------------------------------------- | ------------ | --------------- |
| Хапісов Олександр Сергійович | Сільський голова, 1954 року народження, позапартійна                      | 26.03.2006   | 31.10.2010      |
| Аннас Людмила Іванівна       | Сільський голова, 1959 року народження, освіта вища, член Партії регіонів | 31.10.2010   |                 |

Примітка: таблиця складена за даними сайту Верховної Ради України

### Депутати
За результатами місцевих виборів 2010 року депутатами ради стали:

#### За суб'єктами висування
| Суб'єкт висування           | Кількість обраних депутатів | %    |
| --------------------------- | --------------------------- | ---- |
| Самовисування               | 8                           | 44,4 |
| Партія регіонів             | 7                           | 38,9 |
| Комуністична партія України | 3                           | 16,7 |

#### За округами
| № округу                    | Прізвище, ім'я, по батькові     | Дата визнання обраним | Освіта  | Партійна приналежність                        | Відомості про обраного депутата                   |
| --------------------------- | ------------------------------- | --------------------- | ------- | --------------------------------------------- | ------------------------------------------------- |
| Комуністична партія України |                                 |                       |         |                                               |                                                   |
| 9                           | Шевчук Ніна Дмитрівна           | 03.11.2010            | вища    | позапартійна                                  | ТОВ «Тавр», охоронець                             |
| 15                          | Логвін Майя Леонідівна          | 03.11.2010            | середня | позапартійна                                  | тимчасово не працює                               |
| 18                          | Клімцев Сергій Миколайович      | 03.11.2010            | середня | позапартійний                                 | ВАТ «Князя Трубецького», виноградар               |
| Партія регіонів             |                                 |                       |         |                                               |                                                   |
| 1                           | Майданович Віктор Анатолійович  | 03.11.2010            | середня | член Партії регіонів                          | ТОВ «Тавр», охоронець                             |
| 3                           | Панчик Тамара Олександрівна     | 03.11.2010            | середня | член Партії регіонів                          | пенсіонер                                         |
| 4                           | Дроченко Любов Сергіївна        | 03.11.2010            | середня | позапартійна                                  | Відділення поштового зв'язку, листоноша           |
| 6                           | Костюченко Алла Сергіївна       | 03.11.2010            | середня | член Партії регіонів                          | тимчасово не працює                               |
| 8                           | Чернявська Наталія Георгіївна   | 03.11.2010            | вища    | позапартійна                                  | Веселівська сільська рада, секретар ради          |
| 13                          | Панчик Анатолій Броніславович   | 03.11.2010            | середня | член Партії регіонів                          | ТОВ «Тавр», механізатор                           |
| 16                          | Скорняк Віктор Леонідович       | 03.11.2010            | середня | позапартійний                                 | ТОВ «Тавр», охоронець                             |
| Самовисування               |                                 |                       |         |                                               |                                                   |
| 2                           | Прус Лілія Іонівна              | 03.11.2010            | середня | позапартійна                                  | Відділення поштового зв'язку, листоноша           |
| 5                           | Подлєсна Ольга Дмитрівна        | 03.11.2010            | вища    | позапартійна                                  | Веселівська сільська рада, спеціаліст             |
| 7                           | Перерва Володимир Андрійович    | 03.11.2010            | середня | член Всеукраїнського об'єднання «Батьківщина» | дитячо-юнацька спортивна школа «Колос», охоронець |
| 10                          | Гузенко Любов Павлівна          | 03.11.2010            | вища    | позапартійна                                  | Козацька селищна рада, спеціаліст ІІ категорії    |
| 11                          | Сімка Ірина Євстафіївна         | 03.11.2010            | вища    | позапартійна                                  | Веселівська сільська рада, головний бухгалтер     |
| 12                          | Захарочкін Олександр Сергійович | 03.11.2010            | середня | член Партії регіонів                          | тимчасово не працює                               |
| 14                          | Костюкова Надія Романівна       | 03.11.2010            | вища    | позапартійна                                  | Веселівський дошкільний заклад, вихователь        |
| 17                          | Сердюков Сергій Миколайович     | 03.11.2010            | середня | позапартійний                                 | тимчасово не працює                               |